# Roberto Perfumo
Roberto Alfredo Perfumo (* 3. Oktober 1942 in Sarandí, Gran Buenos Aires; † 10. März 2016 in Buenos Aires) war ein argentinischer Fußballspieler und -trainer.

## Spielerkarriere
Der Innenverteidiger Perfumo spielte von 1962 bis 1970 bei Racing Club Avellaneda. 1964 gab er sein Debüt in der argentinischen Fußballnationalmannschaft und gehörte zum Kader der Argentinier bei der Weltmeisterschaft 1966 in England. Hier erreichte er das Viertelfinale und nahm an allen Begegnungen seiner Mannschaft teil. Außerdem war er Teil der argentinischen Auswahl bei den Olympischen Spielen 1964 in Tokio, bei denen seine Mannschaft aber schon in der Vorrunde scheiterte. Er wechselte 1971 zum brasilianischen Club Cruzeiro Belo Horizonte und nahm an der Weltmeisterschaft 1974 in Deutschland teil. Nach der WM ging er zurück nach Argentinien zu River Plate, wo er 1978 seine Karriere beendete.

## Trainerlaufbahn
Perfumo war 1982 Trainer beim uruguayischen Klub Sud América. Zudem trainierte er Sarmiento de Junín, Racing und den paraguayischen Verein Club Olimpia. Mit Gimnasia bestritt er die Copa Centenario.

## Tod
Perfumo war seit 2009 als Fußballkommentator tätig. Er verstarb noch am selben Tag im Sanatorio Los Arcos an den Folgen eines Treppensturzes in einem Restaurant im bonarensischen Stadtteil Puerto Madero, bei dem er sich einen Schädel- und einen Hüftbruch zugezogen hatte.

## Titel
- Argentinischer Meister (4): 1966, 1975 (Metropolitano), 1975 (Nacional), 1977 (Metropolitano)
- Copa Libertadores: 1967
- Weltpokal: 1967
- Staatsmeisterschaft von Minas Gerais (3): 1972, 1973, 1974